# Cyryl Czerlunczakiewicz
Cyryl Czerlunczakiewicz (ukr. Кирило Черлюнчакевич  Kyryło Czerlunczakewycz, ros. Кирилл Сильвестрович Черлюнчакевич; ur. 30 marca 1869 w Wiązownicy, zm. 1 lutego 1950 w Przemyślu) – doktor praw, specjalista prawa cywilnego i kanonicznego, moskalofilski działacz rusiński.

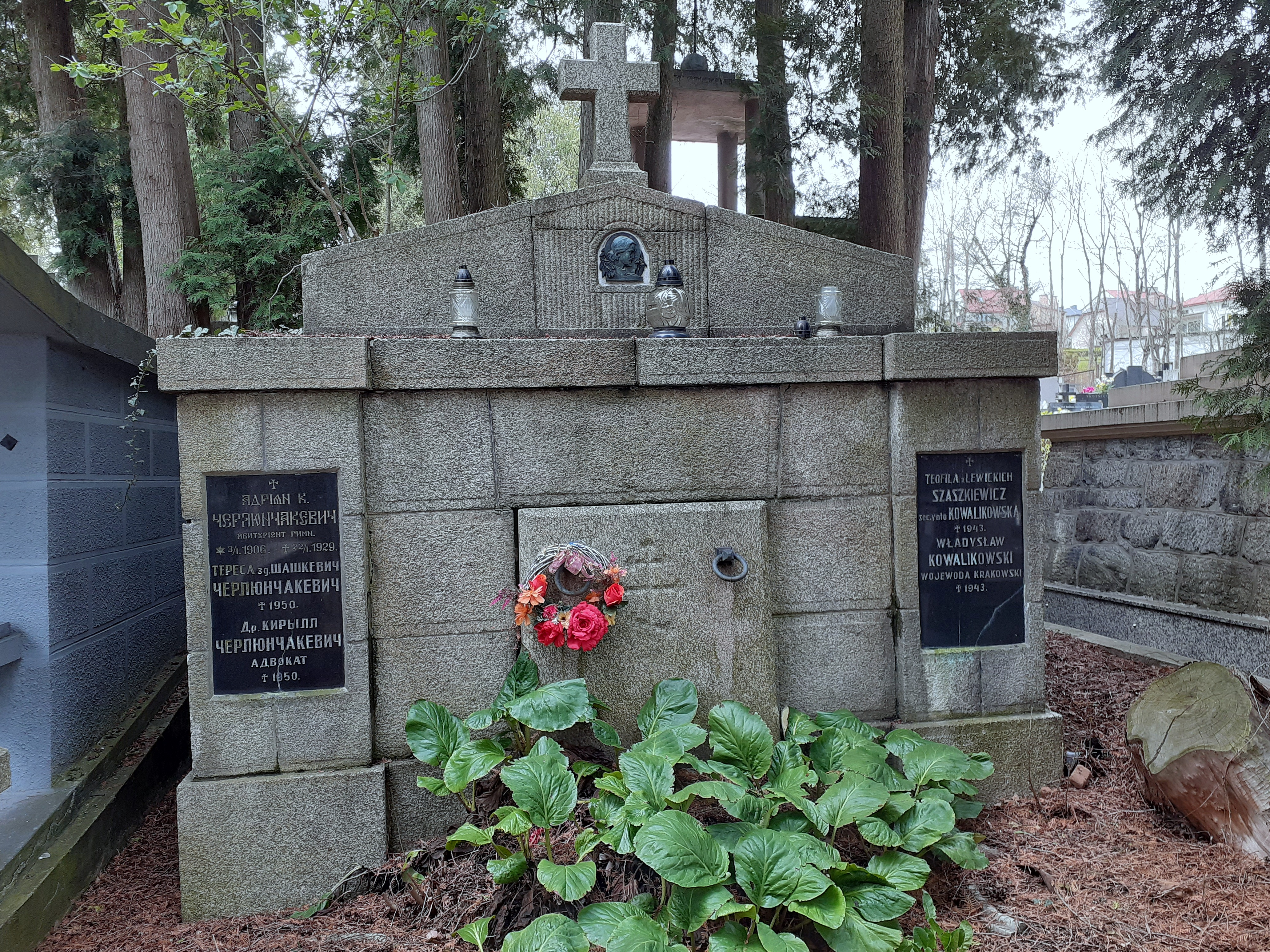
Grobowiec Cyryla Czerlunczakiewicza

## Życiorys
Syn Sylwestra, proboszcza greckokatolickiego w Wiązownicy, i Lubiny z d. Potuczko; bratanek Józefa i Emila, stryjeczny brat Tadeusza, prawnika i bankowca.
W 1886 otrzymał świadectwo dojrzałości w gimnazjum przemyskim. W 1891 ukończył studia na Wydziale Prawa Uniwersytetu Jagiellońskiego w Krakowie, od 1892 pracownik Sądu Obwodowego w Przemyślu, 1894-1895 Sądu Obwodowego w Jarosławiu, następnie otworzył własną kancelarię adwokacką, szybko zyskując renomę. Zaangażował się w działalność polityczną po stronie partii moskalofilskiej, przynależał m.in. do Towarzystwa im. Michała Kaczkowskiego, Macierzy Halicko-Ruskiej (od 1900 r.) i Russkiej Partii Ludowej, w której zaliczał się do liderów nurtu rusofilskiego. Sławę uzyskał podczas głośnego procesu rusofilskich działaczy galicyjskich (tzw. proces Maksyma Sandowycza i towarzyszy) w l. 1912-1914, gdzie skutecznie bronił Semena Bendasiuka.
Po wybuchu I wojny światowej uwięziony przez władze austriackie 30 lipca 1914, w procesie w lecie 1915 skazany na śmierć przez powieszenie. Za wstawiennictwem króla Alfonsa XIII wyrok złagodzono na dożywotnie pozbawienie wolności. Osadzony (wraz z siostrą Eustachią, braćmi Janem i zmarłym tam Mironem oraz szwagrem, Janem Truszem) w obozie w Talerhofie, wyszedł na wolność po wstąpieniu na tron Karola I. Podczas konfliktu polsko-ukraińskiego w l. 1918-1919 zachował neutralność, angażując się jednak skutecznie w obronę działaczy łemkowskich, oskarżonych o zdradę – bronił wtedy m.in. swojego powinowatego i wcześniejszego pracownika, Jarosława Kaczmarczyka. Od 1925 członek lwowskiego Instytutu Stauropigijnego.
Do końca życia mieszkał w Przemyślu i pozostał aktywny zawodowo, stając się jedną z bardziej znanych postaci w mieście, zasłynął jako miłośnik sztuki, meloman i filantrop. Pochowany na cmentarzu Głównym w Przemyślu.
Jego żoną była Teresa z d. Szaszkiewicz, primo voto Nestorowicz (zm. 6 lutego 1950 w Przemyślu). Mieli synów Adriana, Sergiusza i Igora oraz córkę Wierę, żonę Mirosława Mochnackiego, profesora Politechniki Gliwickiej.
Jego ciotecznym wnukiem i chrześniakiem był prof. Marian Zabłocki.